# Coop Beachtour 2021
Die Coop Beachtour 2021 ist die Schweizer Turnierserie im Beachvolleyball. Sie wurde in sechs Städten ausgetragen. Am Ende fand die Schweizer Meisterschaft in Bern statt.

## Übersicht der Turniere
| Datum          | Stadt     | Sieger Männer                         | Sieger Frauen                       |
| -------------- | --------- | ------------------------------------- | ----------------------------------- |
| 24.–27. Juni   | Locarno   | Gabriel Kissling / Michiel Zandbergen | Anouk Vergé-Dépré / Joana Heidrich  |
| 1.–4. Juli     | Kloten    | Florian Breer / Marco Krattiger       | Tanja Hüberli / Nina Betschart      |
| 17.–20. Juli   | Basel     | Florian Breer / Marco Krattiger       | Anna Lutz / Esmée Böbner            |
| 29.07–01.08    | Olten     | Sam O’Dea / Ben O’Dea                 | Victoria Bieneck / Isabel Schneider |
| 12.–15. August | Genf      | Philipp Arne Bergmann / Yannick Harms | Dunja Gerson / Laura Calouri        |
| 26.–29. August | Rorschach | Adrian Heidrich / Mirco Gerson        | Anna Lutz / Selina Marolf           |

## Modus
An den Turnieren der Coop Beachtour nehmen bei Männer und Frauen jeweils neun Teams teil. Dabei sind jeweils die fünf besten Duos der aktuellen Rangliste für das Hauptfeld gesetzt. Die Teams auf den Ranglistenplätzen sechs und sieben spielen in einem Qualifikationsspiel um einen weiteren Startplatz. Die verbleibenden zwei Plätze im Hauptfeld werden über Wildcards an Nachwuchsspieler oder ausländische Teilnehmer vergeben. Die Spiele im Hauptfeld werden nach dem System Double knock-out ausgetragen.

## Turniere

### Locarno
| Platz | Männer                                | Frauen                               |
| ----- | ------------------------------------- | ------------------------------------ |
| 1     | Gabriel Kissling / Michiel Zandbergen | Anouk Vergé-Dépré / Joana Heidrich   |
| 2     | Quentin Métral / Yves Haussener       | Leonie Körtzinger / Isabel Schneider |
| 3     | Immanuel Zürcher / Jonathan Jordan    | Margareta Kozuch / Laura Ludwig      |
| 4     | Leo Dillier / Simon Hagenbuch         | Annik Stähli / Mara Betschart        |
| 5     | Simon Mosimann / Timon Gysin          | Laura Calouri / Anna Lutz            |
| 5     | Marco Viscovich / Alex Ranghieri      | Fabienne Geiger / Sarina Kissling    |
| 7     | Alexei Strasser / Malte Stiel         | Kim Huber / Joëlle Rohrer            |
| 7     | Nathan Broch / Flavio Sütterlin       | Dunja Gerson / Céline Baumann        |
| 9     | TIm Blum / Cyril Kolb                 | Menia Bentele / Shana Zobrist        |

### Kloten
| Platz | Männer                              | Frauen                                     |
| ----- | ----------------------------------- | ------------------------------------------ |
| 1     | Florian Breer / Marco Krattiger     | Tanja Hüberli / Nina Betschart             |
| 2     | Clemens Wickler / Julius Thole      | Esmée Böbner / Zoé Vergé-Dépré             |
| 3     | Quentin Métral / Yves Haussener     | Laura Calouri / Anna Lutz                  |
| 4     | Marco Viscovich / Alex Ranghieri    | Viktoria Orsi Toth / Marta Menegatti       |
| 5     | Leo Dillier / Nathan Broch          | Mariafe Artacho del Solar / Taliqua Clancy |
| 5     | Jonas Kissling / Michiel Zandbergen | Mara Betschart / Melina Hübscher           |
| 7     | Alexei Strasser / Malte Stiel       | Menia Bentele / Kim Huber                  |
| 7     | Immanuel Zürcher / Jonathan Jordan  | Anouk Vergé-Dépré / Joana Heidrich         |
| 9     | Timon Gysin / TIm Blum              | Muriel Grässli / Iris Flechter             |

### Basel
| Platz | Männer                              | Frauen                                |
| ----- | ----------------------------------- | ------------------------------------- |
| 1     | Florian Breer / Marco Krattiger     | Anna Lutz / Esmée Böbner              |
| 2     | Quentin Métral / Yves Haussener     | Annik Stähli / Mara Betschart         |
| 3     | Sam O’Dea / Ben O’Dea               | Laura Calouri / Leonie Körtzinger     |
| 4     | Leo Dillier / Simon Hagenbuch       | Muriel Grässli / Fabienne Geiger      |
| 5     | Nico Beeler / Malte Stiel           | Mara Moser / Joëlle Rohrer            |
| 5     | Immanuel Zürcher / Jonathan Jordan  | Sarah Lutz / Anouk Kressler           |
| 7     | Jonas Kissling / Michiel Zandbergen | Michaela Nussbaumer / Sandrine Giroud |
| 7     | Nathan Broch / Timon Gysin          | Muriel Bossart / Livia Stolz          |
| 9     | Pieron Müller / Tim Blum            |                                       |

### Olten
| Platz | Männer                             | Frauen                                       |
| ----- | ---------------------------------- | -------------------------------------------- |
| 1     | Sam O’Dea / Ben O’Dea              | Victoria Bieneck / Isabel Schneider          |
| 2     | Immanuel Zürcher / Jonathan Jordan | Lena Plesiutschnig / Katharina Schützenhöfer |
| 3     | Quentin Métral / Yves Haussener    | Esmée Böbner / Zoé Vergé-Dépré               |
| 4     | Leo Dillier / Simon Hagenbuch      | Menia Bentele / Shana Zobrist                |
| 5     | Nathan Broch / Flavio Sütterlin    | Annik Stähli / Mara Betschart                |
| 5     | Pieron Müller / Malte Stiel        | Anna Lutz / Selina Marolf                    |
| 7     | Florian Breer / Lino Steinemann    | Dunja Gerson / Céline Baumann                |
| 7     | Timon Gysin / Cyril Kolb           | Melina Hübscher / Janick Schaltegger         |
| 9     | Markus Egger / Tinko Schnegg       | Mara Moser / Joëlle Rohrer                   |

### Genf
| Platz | Männer                                | Frauen                                                |
| ----- | ------------------------------------- | ----------------------------------------------------- |
| 1     | Philipp Arne Bergmann / Yannick Harms | Dunja Gerson / Laura Calouri                          |
| 2     | Quentin Métral / Yves Haussener       | Anna Lutz / Selina Marolf                             |
| 3     | Youssef Krou / Barthélémy Chinenyeze  | Menia Bentele / Shana Zobrist                         |
| 4     | Immanuel Zürcher / Jonathan Jordan    | Michaela Nussbaumer / Sandrine Giroud                 |
| 5     | Tinko Schnegg / Thibaud Colomb        | Laetitia Perroud / Natasha Saccardi                   |
| 5     | Cyril Kolb / Jonas Peter              | Melina Hübscher / Janick Schaltegger                  |
| 7     | Nathan Broch / Flavio Sütterlin       | Sarah Lutz / Anouk Kressler                           |
| 7     | Florian Breer / Lino Steinemann       | Jona Guolaug Vigfusdottir / Thelma Dögg Gretarsdottir |
| 9     | Timon Gysin / Linus Deecke            |                                                       |

### Rorschach
| Platz | Männer                                | Frauen                                |
| ----- | ------------------------------------- | ------------------------------------- |
| 1     | Adrian Heidrich / Mirco Gerson        | Anna Lutz / Selina Marolf             |
| 2     | Frederick Bialokoz / Issa Batrane     | Dunja Gerson / Laura Calouri          |
| 3     | Philipp Arne Bergmann / Yannick Harms | Sarah Lutz / Anouk Kressler           |
| 4     | Immanuel Zürcher / Jonathan Jordan    | Muriel Grässli / Sarina Kissling      |
| 5     | Tim Amrein / Reto Willimann           | Annik Stähli / Mara Betschart         |
| 5     | Kim Di Chello / Mael Masserey         | Kim Huber / Karin Bircher             |
| 7     | Tinko Schnegg / Thibaud Colomb        | Asta Kjaergaard / Freja Holme Barkler |
| 7     | Nathan Broch / Flavio Sütterlin       | Leona Kernen / Muriel Bossart         |
| 9     | Florian Breer / Lino Steinemann       | Annique Niederhauser / Lea Toschini   |